# 北京市第十九中学
北京市第十九中学，简称北京十九中，位于中国北京市海淀区海淀街道，是北京市海淀区教育委员会主管的学校，是海淀区第一所完全中学。该学校最早前身是创办于1916年的培元女子小学，1952年由北京市政府正式命名为北京市第十九中学，该学校位于北京市海淀区中关村科技园区內。是北京市政府支持建設的北京市优质高中校，並接受來自中國政法大學和中国人民大学附属中学的指導与合作。

## 名称沿革
北京市第十九中学的前身，可追溯至1916年由王仰之夫妇创办的培元女子小学和1951年由政府在原海淀区第四中心小学基础上创办的蓝靛厂中学班（不是1964年创办的蓝靛厂中学）。1924年，培元女子小学更名为培元小学。1944年，培元小学因扩建中学部而更名为培元学校。1952年，北京市人民政府批准将培元学校与蓝靛厂中学班合并为北京市第十九中学，现有校名自1952年起使用至今。2021年，北京十九中官微发表声明，计划在远期恢复原校名“培元学校”，之后不久，北京市综素平台等部分市级系统显示该学校名称为“北京市培元学校”，但实际上学校至今仍在使用“北京市第十九中学”作为正式名称，北京考试报、北京教育考试院仍称呼该学校为“北京市第十九中学”。

## 办学规模
学校现有幼儿园部、小学部、初中部、高中部、国际部，主校（含中学部国际部和附属幼儿园）在东校区办学，小学部在中校区办学。另外，十九中在海淀区闵庄路南侧还设有西校区也就是闵庄校区（原北京市第四十五中学，后被清华育才实验学校租用，但北京市政府批准将四十五中并入十九中。2020年法院对有关财产强制执行，使得该校区改归十九中管辖），该校区在北京市师达中学的东侧，十九中对闵庄校区也派出过管理团队和骨干教师。
2024年12月北京市第十九中学加入中国人民大学附属中学教育集团（联合总校）以后，十九中也开始与人大附中进行教育资源的交换。部分十九中的优秀生源也因此获得直升人大附中的优惠待遇。

## 校园
东校区校园占地153亩，该校园共有三栋教学楼、两栋综合功能楼（一栋为食堂和礼堂，另一栋为实验室区域和校史馆、心理馆）、一栋体育馆（排球场，也可满足其他需要）、一栋平房群（体育器材存放处等）、一个大型操场（含跑道、大型足球场、看台、多处篮球场、一处羽毛球场，另外还有多处单双杠等体育设施）。
中校区校园共有一栋教学楼、一栋食堂平房、一栋体育设施存放馆、一座操场（含跑道、几处篮球场，另外还有几处单双杠等体育设施）。

### 主要建筑

#### 东校区
- 培元楼正对学校大门，又称初中楼，是一栋现代化教学楼。其1层为办公室，2-5层为初一与初二年级的教学班及教师办公室，4、5层也有信息学教室，2、3层有会议中心。
- 育英楼在培元楼的北边，又称高中楼，也是一栋现代化教学楼。其1-5层均为高一与高二年级的教学班及教师办公室，同时也内置图书馆（一楼）、小礼堂。
- 综合楼在培元楼的东边，共有10楼。其1-5层自2022年起作为高一年级（仅一部分）与高三年级的教学班及教师办公室，而6楼及以上为学校的行政办公室和国际部。
- 实验楼在育英楼的东边，共有6楼。1层为校史馆，陈列学校的百年历史；2-6楼则设有心理教室、物理实验室、化学实验室、生物实验室和美术教室等。该楼与南边的综合楼建有连廊。
- 另一栋综合楼在培元楼的西边，共有3-4楼，地下有1楼。内含学校大礼堂和食堂以及体育馆、音乐和舞蹈教室。
- 操场为400米标准大操场，在学校的综合楼西侧。大操场除跑道外，场内含有足球场、多处篮球场地和排球场地。最近一次翻修时间在2021年8-9月。

## 学校历史

### 基督教堂海淀堂时期（1916年-1952年）
1915年，清华大学、燕京大学的部分师生捐资在现今北京市海淀区范围内建立福音堂（海淀堂），作为基督教堂组织。
1916年，王仰之夫妇说服教堂牧师，在海淀堂建立培元女子小学，是海淀区内第一所女子小学。校名取自孙中山先生“培养中华民族之元气”的言论。
1924年，祁国栋在教会的邀请下，加入培元女子小学，主持学校的建设工作，将学校迁至以教会募捐所得购买军机处陈姓的“喜花园”，并扩建为男女合校小学。
1925年，因经费不足，学校停办。1927年，学校恢复办学。
1928年，学校建立董事会。在此期间，学校校址迁至泄水湖院。
1931年，学校发展成完全小学。同时学校扩建教师和大礼堂，增加了学生容纳人数。
1931年九一八事变后，培元学校学生愤怒声讨日军侵略行径，还举行了一系列活动。
1937年七七事变前后，学校（教堂）容纳不少难民避难。为了躲避日军搜查，祁国栋向时任燕京大学校长求助，在学校门口临时挂上了美国国旗。
1942年7月23日，正值抗日战争期间，日军以“共产党嫌疑”为由，逮捕培元学校校长祁国栋及其亲属等多人。后来，在社会各界近两百人签名呼吁下，祁国栋及其亲属等人被保释、释放。
祁国栋出狱后，通过基督教会和其朋友，为培元学校扩建进一步筹集资金。
1944年9月，祁国栋利用资金，创办海淀区第一所私立中学——培元学校中学部。聘请清华大学、燕京大学部分人负责教育工作，校训被确定为“勤、朴、忠、实”。
1946年，培元学校因经费困难，与燕京大学附属中学临时合并。1947年，在校长努力下，培元学校恢复办学。
1949年1月，北平和平解放，培元学校部分师生参加迎接解放军入城活动。1949年10月1日，新中国成立，培元学校部分师生到天安门附近参加开国大典。
1952年，为落实中央人民政府关于学校私转公的政策，原培元学校被分拆。原培元学校中学部与蓝靛厂中学班合并为北京市第十九中学，而原小学部仍在泄水湖继续办学，更名为“北京市海淀区泄水湖小学”。
文化大革命期间，陈伯达曾来到泄水湖小学视察。
1984年冬天，因基督教堂海淀堂重新恢复运作，泄水湖小学整体迁出泄水湖，并入北京市海淀区彩和坊小学。
2003年，为配合中关村西区建设，海淀堂泻水湖旧址被拆除，培元学校及泄水湖小学原校址自此以后彻底不见踪影。
2014年，彩和坊小学并入北京市八一学校。

### 蓝靛厂中学班时期（1951年-1952年）
1951年，为解决蓝靛厂地区子女上学问题，在原海淀区第四中心小学基础上，创立蓝靛厂中学班。校址在立马关帝庙。该学校创办初期，环境恶劣。是解放后海淀区第一个公立中学班。办学初期，学校招生人数爆满。政府决定让高云负责学校事务。
在办学期间，高云全力以赴投身于新学校建设。

### 北京市第十九中学时期（1952年-）

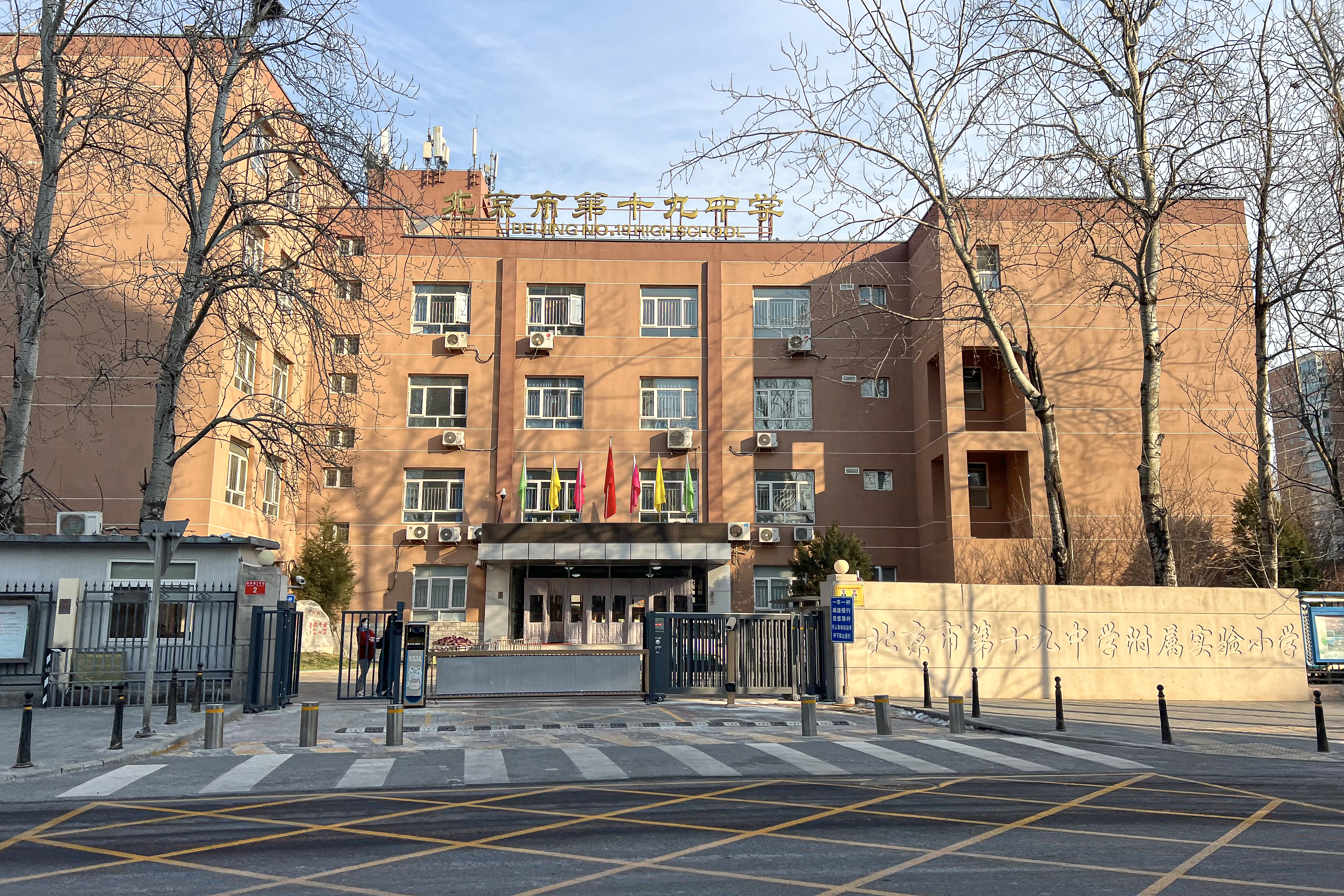
中校区（北京市第十九中学附属实验小学）

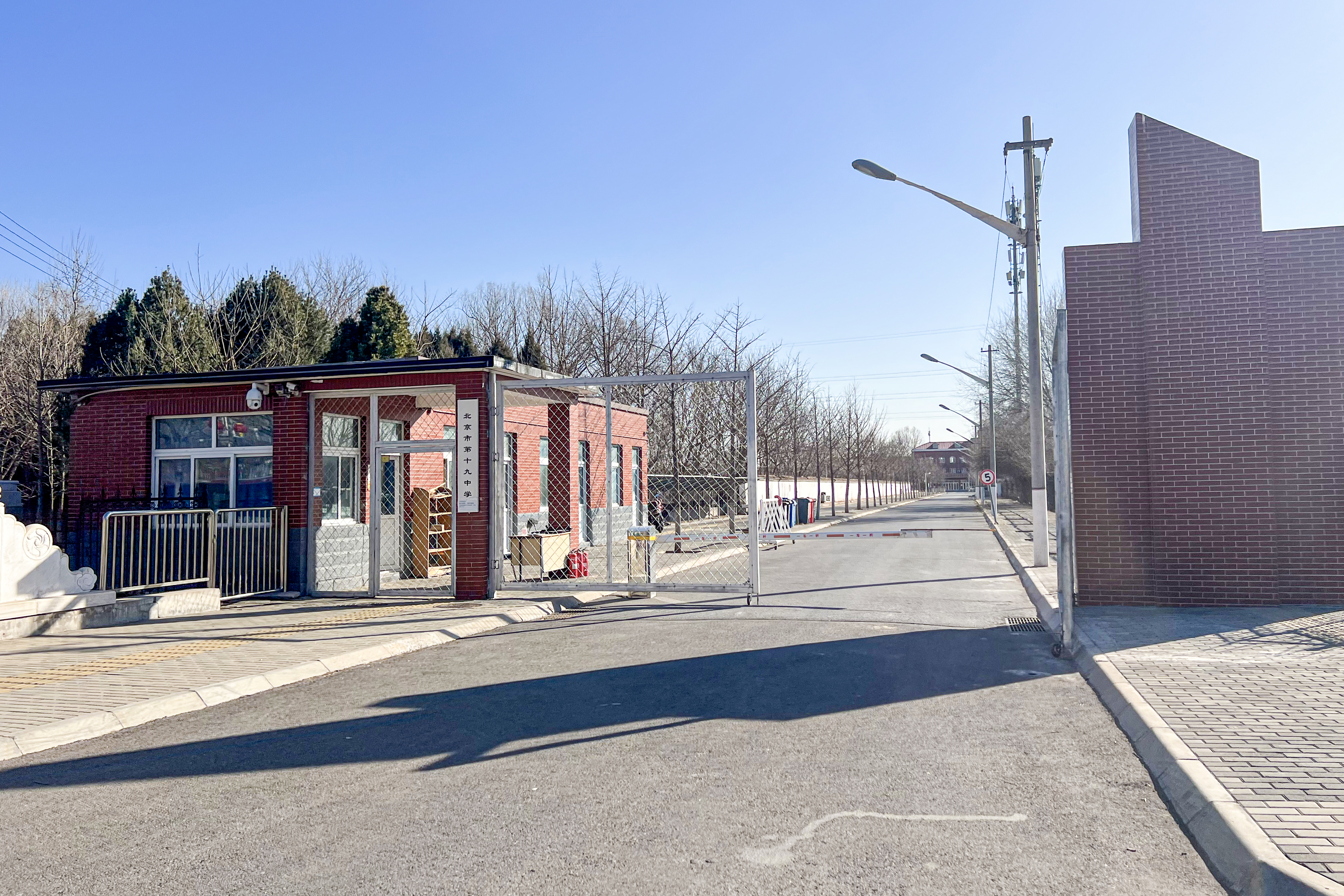
闵庄路校区（原四十五中）

1952年，北京市培元学校中学部和蓝靛厂中学班合并成立北京市第十九中学，选址在万泉河梁家花园，宁泽任校长，高云任教导主任，而祁国栋因病离开学校领导层。
在1952年至1953年期间，基督教堂海淀堂和立马关帝庙同时挂有“北京市第十九中学”的招牌，处于一校两地过度办学阶段直至1953年。
1953年4月，学校先后在梁家花园建起了教学楼、办公楼、职工宿舍，1954年又建成了学校大礼堂、学生宿舍、实验室、图书馆，占地75亩，建筑面积总共9300平方米。办学初期，学校可以容纳1200多名学生。十九中开始正式迁移至新校址办学。
1956年，十九中建立民进支部。
1961年，学校被北京市教委评为北京市重点中学。
1966年，文革爆发，学校停课，在工作组领导下，教师工作组进行大字报撰写活动，还不时遭受批斗。十九中教学质量自此以后一直到80年代严重退步。
1968年，十九中广大师生被卷入“知识青年上山下乡”运动中，先后几批被分配到黑龙江、内蒙古、山西、陕西等地插队落户，接受贫下中农“再教育”。
1969年，学校奉上级要求学校复课闹“革命”的指示，将学生请回学校上课。
1974年，国务院科教组、财政部联合发出《关于开门办学的通知》，学校奉命进一步复课，引导师生学习毛主席的指示。并且组织师生到附近的工厂学工，还在校内的北楼联合建立了无线电元件厂，与此同时在山后长河旁边的永丰公社亮甲店大队开办学农基地。学校当时还增加了军训频次。
1976年毛泽东逝世后不久，在学校老革命干部安丰钧领导下，学校教师队伍拨乱反正，逐渐恢复正常的教育秩序。
1984年，学校进行了一轮大规模改造，重建或新建了教学楼、实验楼、音乐楼、田径场、手球场，更换了一系列设备，并对校园环境进行大规模整修。学校就恢复办学事宜进行了大规模讨论。
1984年，十九中中与海淀体校合作创建了手球队，学校逐渐形成特色办学体系。
1985年，学校为了培养特色艺术人才，提升教学质量，开办了音乐和美术特长班。
1988年，学校在音乐加强班基础上新办“广播少年民族乐团”，后更名为“金帆广播少年民族乐团”。该乐团在北京市中小学艺术节上连创佳绩，还经常与其他国家进行交流。
1991年，学校被教育部等部门授予“全国中小学计算机教育实验学校”、“全国现代教育技术实验学校”、北京市“教育系统对外参观窗口校”、“接受外国学生资格学校”等称号。
1993年，学校进行又一轮大规模改造，新建教学楼、大操场、看台、食堂、公寓。同时又更换了一批教学设施。
2000年，学校在北京市率先开设“笔记本网络教学实验班”，培养计算机领域人才。
2003年，学校再次进行大规模改造
2004年，经海淀区教委批准，阳春光华新建学校被划归至十九中，作为中校区，后用于十九中初三及小学部办学。
2005年7月，经海淀区教委批准，北京市第四十五中学并入北京市第十九中学，作为西校区也就是闵庄校区。然而，原北京市第四十五中学校区在当时已被清华育才实验学校租用。十九中当时批准其继续租用直至2021年。原北京市第四十五中学成立于1952年，曾经历过文革的浩劫，也曾经历过1998年的改扩建。
2010年，海淀区教委认定该学校为“海淀区区级示范高中示范校”，为首批学校之一。
2011年左右，“学校先后荣获“北京市国家级高中特色发展试验项目学校”、“海淀区防震减灾科普示范校”、“海淀区通用技术实验基地校”、“北京市健康促进校”、“北京市节水型先进单位”等称号。
2015年，经北京市教委批准，学校被评为“北京市优质高中”。
2016年，经北京市教委批准，授予北京市第十九中学“百年学校”称号。同年5月8日，学校举行百年校庆，学校师生、老校友、创始校长后代等多人参加活动。
2019年，学校向北京市海淀区人民法院递交诉讼函，要求清华育才实验学校立即从原北京市第四十五中学校区腾退。4月17日，法院同意请求。同年起清华育才实验学校开始停止招生。
2020年，十九中在学校增设幼儿园部，招收幼儿。
2021年，十九中在中校区复办小学部。同年学校还与中国政法大学签署战略合作协议，加挂“中国政法大学附属实验学校”称号。同年8月，随最后一批学生毕业，清华育才实验学校正式停止办学，原北京市第四十五中学校区正式被十九中接管，并且闲置至2022年，之后又改造直至2023年9月。
2023年9月，北京十九中闵庄校区正式开始招生，与北京十九中共用师资。
2024年12月12日，经海淀区教委批准，北京市第十九中学加入中国人民大学附属中学联合总校（教育集团），人大附中对北京十九中实施帮扶。此后，北京市第十九中学的部分优秀生源也因此纳入人大附中的直升招生范围之内。

## 校址变迁
北京市第十九中学的最早前身培元女子小学，在1916创办之初，由于是基督教堂海淀堂的子弟小学，小学与基督教堂海淀堂共用一地，在当时位于海淀镇区域的泄水湖园区办学。在20世纪20年代扩建为完全小学、40年代扩增初中部以后继续在泄水湖院办学。
1951年，北京市第十九中学的另一前身蓝靛厂中学班开始办学，当时则是在立马关帝庙办学，在蓝靛厂附近。
1952年，原来的培元学校中学部（私立培元初级中学校）吞并蓝靛厂中学班并组建成身为完全中学的北京市第十九中学以后，在位于万泉河附近、海淀镇以西南的梁家花园组建新校址。这一校址则是十九中今天的东校区也就是主校区。
原来的泄水湖院则继续作为泄水湖小学的办学地直至1984年，1984年以后重新作为基督教堂海淀堂的活动场所，直至2003年因中关村西区的大规模改造而被拆除。而立马关帝庙在十九中成立之初曾经成为十九中的西校区，后来脱离十九中管辖，先后成为当时的盲人五金厂职工宿舍、世纪金源购物中心的保安宿舍，直至2017年才恢复才被修复并道教活动。
进入21世纪以来，北京市教委和海淀区教委将新建的阳春光华校区和位于闵庄的原北京市第四十五中学校区划转给北京十九中，目前则作为北京十九中的中校区和西校区，分别用于十九中附属实验小学和闵庄校区办学。

## 校歌
北京市第十九中学现行校歌由吴洪源、荣实作词，王立平作曲。校歌视频可移步此处视频链接。
北京市第十九中学此前也有老校歌。早在其前身培元学校时期就有校歌，为《培元学校校歌》，作曲作词人员情况尚不明确。由于当初的培元学校是基督教会的学校，《培元学校校歌》的歌词也充满了基督教色彩。
在北京市第十九中学正式办学之初，十九中还有一版旧校歌，和现在的十九中校歌歌词和曲调不同，由吴善翎、苏人振作词，苏人振作曲。

## 校服
目前十九中所使用的校服启用自约2016年左右，为白色与其他颜色混搭的校服，全校校服风格制式虽然都统一，但各个年级所混搭的颜色均有所不同，以此来便于他人通过校服混搭的颜色分辨学生的年级。

## 校名
北京市第十九中学目前使用的校名题字是由欧阳中石所书写的。在北京十九中本校区南门、闵庄校区门口均有悬挂。

## 校长变迁
- 王仰之 1916年—1924年
- 祁国栋 1924年—1952年
- 宁泽 1952年—1956年
- 彭庆遐 1956年—1971年
- 安丰钧 1971年—1978年
- 陈绥林 1978年—1980年
- 韩烁 1981年—1984年
- 赵武秀 1984年—1992年
- 李江洲 1992年—2008年
- 余晓灵 2008年—2016年
- 高新桥 2016年—2024年
- 刘云霞 2024年—[3]

## 知名校友

### 培元学校时期
- 祈玉珍，培元学校第二任校长祈国栋的女儿之一，中国音乐学院声乐教授、培元学校1924——1929年校友。
- 吴洪源，《学习雷锋好榜样》歌词作者。也是现在的北京市第十九中学校歌歌词作者。

### 十九中时期
- 罗援，1966届初中毕业生，十一届全国政协委员、中国战略文化促进会常务副会长兼秘书长，军事科学院世界军事研究部原副部长，博士生导师，少将军衔。[6]

## 友好学校

### 内地院校
- 北京市延庆区第五中学
- 北京市平谷区山东庄中学
- 内蒙古赤峰市敖汉旗新惠二中[7]

### 港澳台院校
- 香港裘锦秋中学（元朗）[8]
- 臺灣 国立嘉义高级中学[註 1][9]
- 臺灣桃园市立内坜高级中等学校[10]

### 国际院校
- 俄羅斯第七十一中学[11]
- 德国黎莉•布劳恩中学[12]（Lily-Braun-Gymnasium）

## 评价与反响
1955年，光明日报发表文章《一所为工农服务的完全中学》，高度评价19中。次年，人民日报、中国青年报也赋予学校高度评价。
1957年，人民日报报道十九中同学李瑞东发明制作新型收音机的消息。李瑞东制作的收音机曾一度受到郭沫若的赞扬。其制作的收音机还曾被赠送至苏联等国。
（待补充）